# Operación Marea Negra
Operación Marea Negra es una serie de televisión hispano-portuguesa de thriller y drama, producida por Ficción Producciones y Ukbar Filmes para Amazon Prime Video. En la producción también han participado la televisión pública portuguesa RTP y varias cadenas autonómicas españolas, con CRTVG a la cabeza. La ficción, basada en la historia real del narcosubmarino encontrado en Galicia en 2018, está protagonizada por Álex González (1ª temporada) y Jorge López (2ª temporada) -ambos interpretando a Nando- junto a Nerea Barros, Nuno Lopes, Miquel Insua, Luis Zahera, Xosé Barato, Carles Francino, Manuel Manquiña, Lúcia Moniz, Luís Esparteiro, David Trejos, Leandro Firmino y Bruno Gagliasso.
La serie fue estrenada el 25 de febrero de 2022. La primera temporada se compone de 4 capítulos. El 21 de marzo de 2022, la serie fue renovada para una segunda temporada. La segunda temporada, compuesta por 5 capítulos, se estrenó en Amazon Prime Video, el 10 de febrero de 2023. El 18 de julio de 2023 se anunció su renovación por una tercera y última temporada.

## Trama
En noviembre de 2019, un semi sumergible de construcción artesanal atraviesa el océano Atlántico con tres toneladas de cocaína en su interior. Dentro, tres hombres sobreviven a tormentas, corrientes, averías, hambre, peleas y un constante acoso policial. Al frente de los mandos va Nando (Álex González), un joven gallego campeón de España de boxeo amateur y marino experto sin recursos económicos, que se ve obligado a buscar otros medios para ganarse la vida.

## Reparto

### Reparto principal
- Álex González como Nando (1ª temporada)
- Jorge López como Nando (2ª temporada)
- Nuno Lopes como Sergio Pereira Coelho (Episodio 1 - Episodio 2)
- David Trejos como Angelito (Episodio 2 - Episodio 4)
- Leandro Firmino como Walder "El negro"
- Nerea Barros como Gema Valdés Costa (Episodio 1 - Episodio 2; Episodio 4)
- Lúcia Moniz como Carmo Gutierres
- Xosé Barato como Teniente Ortiz
- Manuel Manquiña como Antón
- Carles Francino como Héctor (Episodio 1; Episodio 4)
- Luis Zahera como Cesáreo (Episodio 1; Episodio 4)
- Bruno Gagliasso como João (Episodio 2)
- Juan Pablo Shuk como Samu (Episodio 1) 2ª temporada
- Óscar Jaenada como Muro (Episodio 1, 2) 2ª temporada

### Reparto secundario
- Julius Cotter como Diosdado
- Tomás Alves como Subinsector Afonso Martins
- Adriano Carvalho como Vasco Ferreira (Episodio 1; Episodio 4)
- Alfredo Villa como Mao (Episodio 2)
- Kevin Stewart como Jake (Episodio 2)
- Luís Esparteiro como Manuel (Episodio 4)
- Melania Suárez como Agente (Episodio 2)
- David Seijo como Agente (Episodio 4)
- Juan Gimel como Encarcelado (Episodios del 1 al 4)
- Fábio Alves como Polícia Português (Episódio 1 temporada 3)

## Episodios

### Temporada 1
| N.º en serie | N.º en temp. | Título       | Dirigido por      | Escrito por   | Fecha de lanzamiento original |
| ------------ | ------------ | ------------ | ----------------- | ------------- | ----------------------------- |
| 1            | 1            | «Episodio 1» | Daniel Calparsoro | Natxo López   | 25 de febrero de 2022         |
| 2            | 2            | «Episodio 2» | Oskar Santos      | Patxi Amezcua | 25 de febrero de 2022         |
| 3            | 3            | «Episodio 3» | Daniel Calparsoro | Patxi Amezcua | 25 de febrero de 2022         |
| 4            | 4            | «Episodio 4» | Oskar Santos      | Natxo López   | 25 de febrero de 2022         |

### Temporada 2
| N.º en serie | N.º en temp. | Título       | Dirigido por      | Escrito por    | Fecha de lanzamiento original |
| ------------ | ------------ | ------------ | ----------------- | -------------- | ----------------------------- |
| 5            | 1            | «Episodio 1» | Daniel Calparsoro | José Rodríguez | 10 de febrero de 2023         |
| 6            | 2            | «Episodio 2» | Igor Legarreta    | Natxo López    | 10 de febrero de 2023         |
| 7            | 3            | «Episodio 3» | Igor Legarreta    | Patxi Amezcua  | 10 de febrero de 2023         |
| 8            | 4            | «Episodio 4» | Igor Legarreta    | José Rodríguez | 10 de febrero de 2023         |
| 9            | 5            | «Episodio 5» | Igor Legarreta    | José Rodríguez | 10 de febrero de 2023         |

### Temporada 3
| N.º en serie | N.º en temp. | Título       | Dirigido por   | Escrito por                               | Fecha de lanzamiento original |
| ------------ | ------------ | ------------ | -------------- | ----------------------------------------- | ----------------------------- |
| 10           | 1            | «Episodio 1» | Igor Legarreta | Asier Guerricaechebarría y Javier Echániz | 9 de febrero de 2024          |
| 11           | 2            | «Episodio 2» | Oskar Santos   | Asier Guerricaechebarría y Javier Echániz | 9 de febrero de 2024          |
| 12           | 3            | «Episodio 3» | Oskar Santos   | Asier Guerricaechebarría y Javier Echániz | 9 de febrero de 2024          |
| 13           | 4            | «Episodio 4» | Igor Legarreta | Asier Guerricaechebarría y Javier Echániz | 9 de febrero de 2024          |
| 14           | 5            | «Episodio 5» | Igor Legarreta | Asier Guerricaechebarría y Javier Echániz | 9 de febrero de 2024          |

## Producción
El 23 de junio de 2021, se anunció que Amazon Prime Video estaba desarrollando, junto a Ficción Producciones, varias cadenas de la FORTA (entre ellas CRTVG) y la cadena pública portuguesa RTP, una serie de 4 capítulos sobre el primer narcosubmarino aparecido en Europa, titulada Operación Marea Negra. Daniel Calparsoro fue contratado como el director principal de la serie, mientras que Oskar Santos y el portugués Joao Maia también dirigieron la serie. El guion fue escrito por Patxi Amezcua y Natxo López.
En julio de 2021, se anunció que Álex González protagonizaría la serie, a la vez que se anunciaron otros actores para la misma.

## Lanzamiento y marketing
El 21 de diciembre de 2021, Amazon Prime Video sacó las primeras imágenes de la serie y anunció que se estrenaría en febrero de 2022.